# Gêiser de Waimangu

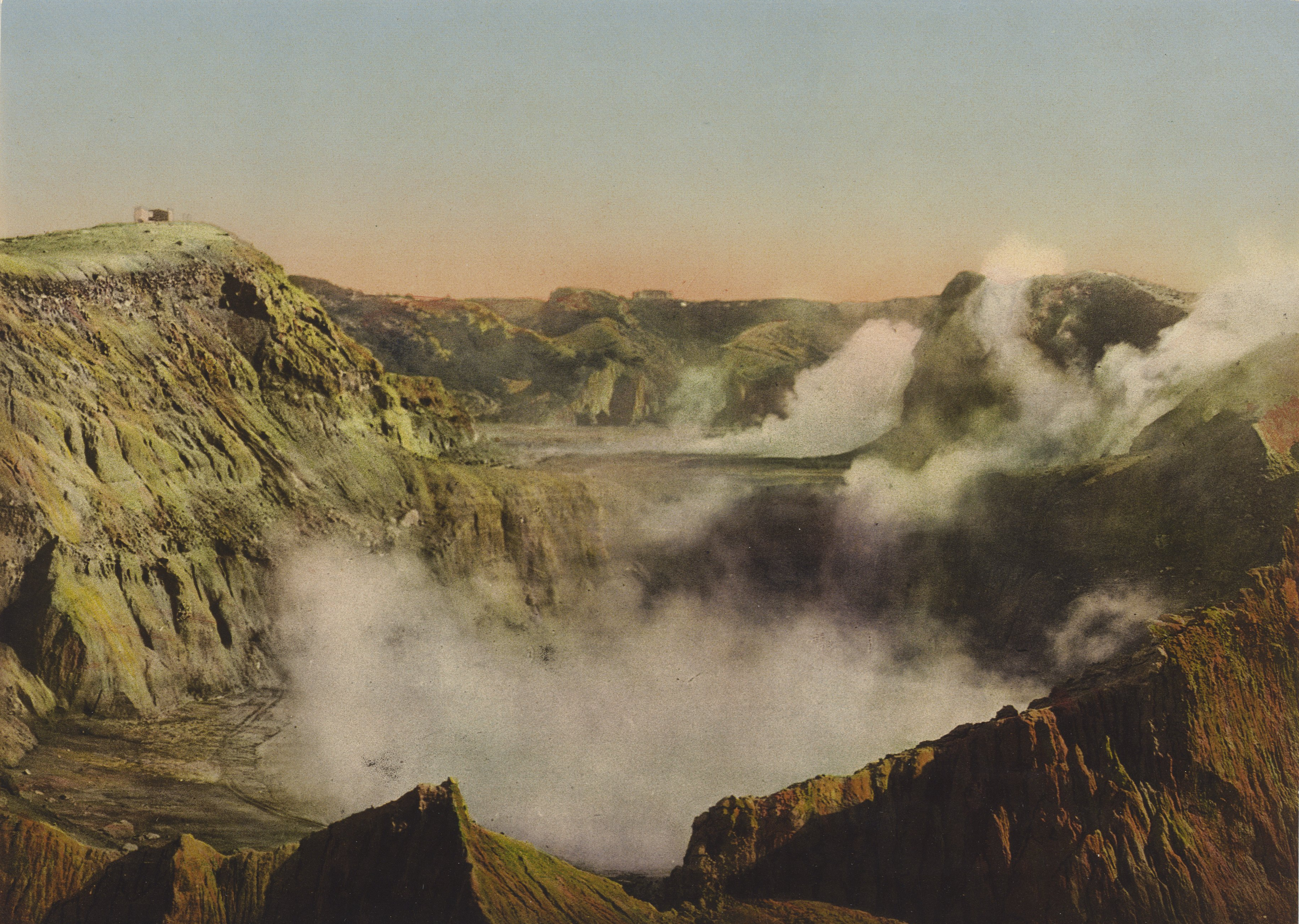
Área do gêiser de Waimangu por volta de 1910

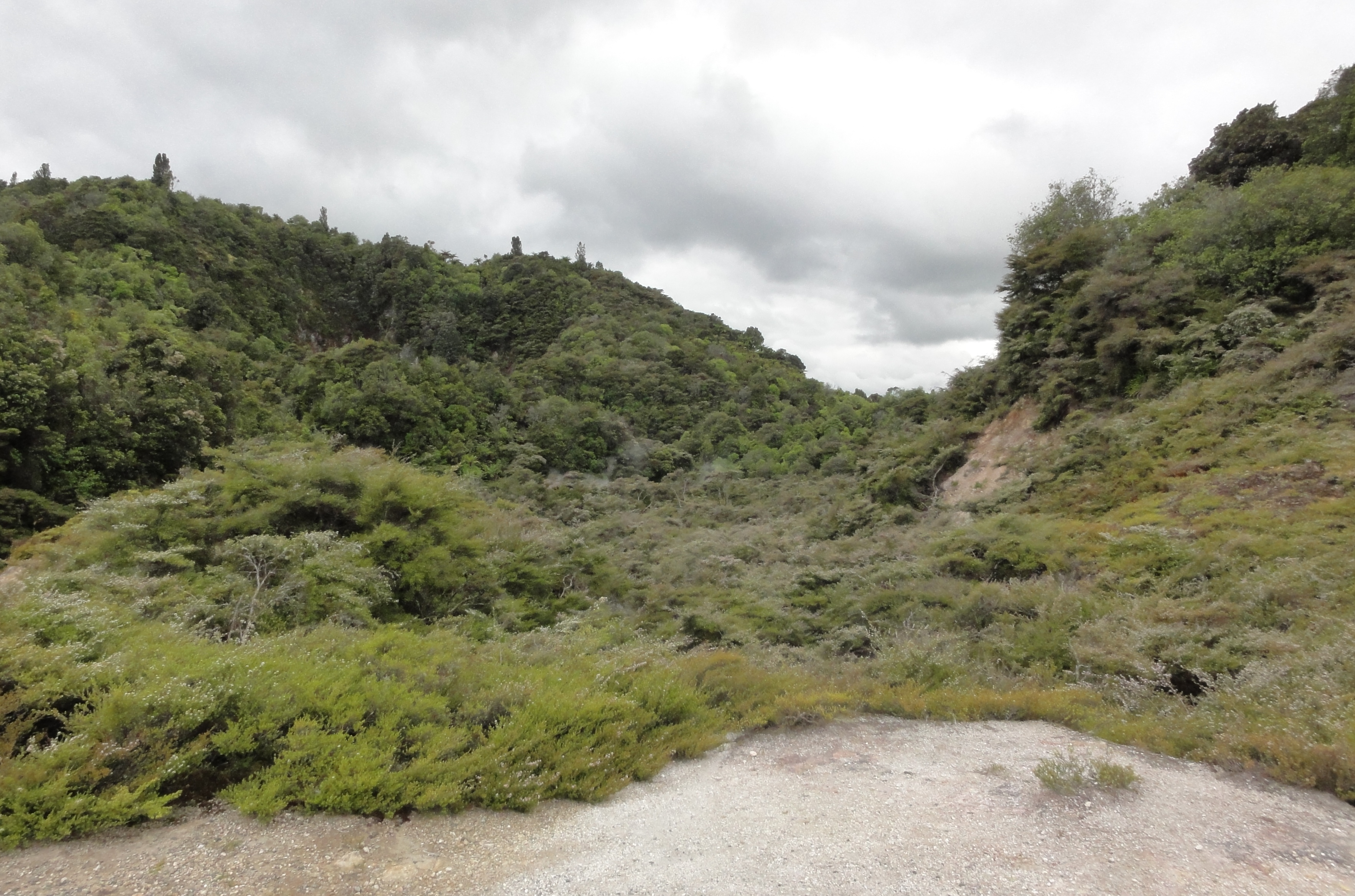
Local do gêiser em 2011

O gêiser de Waimangu, localizado perto de Rotorua, na Nova Zelândia, foi por um tempo o gêiser mais poderoso do mundo.
O gêiser foi visto em erupção no final de 1900. Suas erupções foram observadas atingindo até 1.500 pés (460 metros) de altura, e despertou interesse mundial. Os visitantes de viagens de um dia de Rotorua estavam ansiosos para ver o gêiser em erupção regularmente por cinco a seis horas em um ciclo de cerca de 36 horas, e uma viagem turística chamada "Round Trip" ocorreu no verão de 1902/1903. O gêiser foi o catalisador do turismo no Vale de Waimangu.
Seu funcionamento aparentemente foi criado pela grande erupção do Monte Tarawera em 1886. A água expelida pelo gêiser era preta com rochas e lama do terreno circundante, então os indígenas maoris chamaram o gêiser de Waimangu, que significa 'Águas Negras'. O gêiser deu seu nome à região geotérmica circundante, o Vale Vulcânico de Waimangu.
Joseph Perry, do Limelight Department, do Exército de Salvação filmou o gêiser de Waimangu em ação.
Em agosto de 1903, o guia turístico Alfred Warbrick mediu a profundidade do lago gêiser de 260 por 430 pés (80 metros × 130 metros) em apenas 48 pés (15 metros) quando ele lançou um barco a remo no lago como resultado de um ouse. A profundidade rasa do lago foi atribuída a grande parte do material sólido ejetado caindo de volta na abertura a cada vez.
Em 30 de agosto de 1903, o internacional de rugby neozelandês Joe Warbrick, David McNaughton e as irmãs Ruby e Catherine Nicholls foram mortos depois de se aventurarem perto da borda do gêiser, tendo ignorado os pedidos do irmão de Warbrick, Alfred, para retornar a uma distância segura. Os quatro foram escaldados e depois varridos em uma erupção repentina e violenta.
Em meados de 1904, o gêiser ficou inativo por várias semanas e as erupções subsequentes foram mais curtas e mais fracas até que pararam em 1 de novembro de 1904. Isso coincidiu com um deslizamento de terra que mudou o lençol freático do Lago Tarawera em vários metros. Embora tenha sido levantada a hipótese de que esta foi a causa da extinção do gêiser, estudos posteriores não encontraram nenhuma conexão física aparente entre esses dois eventos.
O gêiser foi extinto em 1908. Depois, a atividade hidrotermal na cratera Echo aumentou, levando a erupções na cratera em 1915, 1917 e 1924.